# Marcel Busch
Marcel Busch (* 2. Februar 1982 in Heilbronn) ist ein deutscher Fußballspieler.

## Karriere
Marcel Busch lernte beim TSV Untereisesheim und dem VfR Heilbronn das Fußballspielen. Für die Heilbronner spielte er in der Rückrunde der Saison 2000/01 erstmals in der Oberligamannschaft, die am Ende Platz 3 belegte. Doch im Jahr darauf reichte es nicht mehr zum Klassenerhalt und Busch wechselte 2002 zum Regionalligisten VfR Aalen. Drei Jahre spielte er dort als Stammspieler im defensiven Mittelfeld, dann wechselte er zum SC Pfullendorf, wo zwei weitere Jahre in den unteren Regionen der Regionalliga folgten.
Ab 2007 spielte Busch für Rot Weiss Ahlen. Im ersten Jahr war er eine Stütze der Mannschaft, die Meister der Regionalliga Nord wurde und den Aufstieg in die 2. Fußball-Bundesliga schaffte. Nach dem Wiederabstieg in die Drittklassigkeit im Jahr 2010 war Busch Mannschaftskapitän. Im Sommer 2011 wechselte Busch innerhalb der Liga zum SV Sandhausen und unterschrieb einen Vertrag bis 2013. In seiner ersten Saison konnte er sich dort auf der rechten Abwehrseite nicht durchsetzen und kam nur zu gelegentlichen Einsätzen. Die Mannschaft erreichte am Ende aber Platz 1 und damit stieg er zum zweiten Mal in seiner Karriere in die 2. Bundesliga auf. Dort absolvierte Busch lediglich vier Einsätze, woraufhin er im Sommer 2013 zum Regionalliga-Aufsteiger SpVgg Neckarelz wechselte. Zwei Jahre später wechselte Busch zur Sport-Union Neckarsulm, die in der Oberliga Baden-Württemberg spielt.
Nach dem Ende seiner Aktivenkarriere übernahm Marcel Busch dort zur Saison 2018/19 den Trainerposten.

## Titel / Erfolge
- Aufstieg in die 2. Bundesliga 2008 mit Rot Weiss Ahlen
- Aufstieg in die 2. Bundesliga 2012 mit SV Sandhausen